# ريتشارد كليندينست
ريتشارد كليندينست (بالإنجليزية: Richard Kleindienst) (و. 1923 – 2000 م) هو سياسي، ومحام من الولايات المتحدة الأمريكية ولد في وينسلو.
تولى منصب نائب عام الولايات المتحدة .وهو عضو في الحزب الجمهوري .

## التعليم
تعلم في كلية هارفارد للحقوق، وجامعة هارفارد.

## روابط خارجية
- ريتشارد كليندينست على موقع مونزينجر (الألمانية)
- ريتشارد كليندينست على موقع إن إن دي بي (الإنجليزية)